# Dogs
A Pink Floyd „Dogs” című dala a zenekar 1977-es, Animals című albumán jelent meg.
A kutyák a megalomániás üzletembereket szimbolizálják, akik önimádatukkal és karrierizmusukkal tönkreteszik saját magukat és az őket körülvevő embereket, végül pedig magányosan halnak meg.
A dal nagy részét David Gilmour, az utolsó három szakaszt pedig Roger Waters énekli. Az 1977-es turnén Waters csak az utolsó szakaszt énekelte, Gilmour pedig még egy gitárszólót játszott.
A stúdiófelvételen Richard Wright szintetizátorszólója alatt kutyaugatás hallható. Ezt Waters egy beszédtorzítóval állította elő.

## Korai változatok
A Pink Floyd 1974-es turnéján a zenekar a The Dark Side of the Moon előtt három új dalt játszott. Az első a "You Gotta Be Crazy" (később "Dogs"), a második a "Shine on You Crazy Diamond", a harmadik pedig a "Raving and Drooling" (később "Sheep") volt.
Az 1974-es turnén a "You Gotta Be Crazy"-t Gilmour gyorsabban énekelte, mint az 1975-ös turnén és az Animalsen. A "You Gotta Be Crazy" azokról a problémákról szólt, amivel az embernek élete során meg kell küzdenie. Waters kétszer is átírta a szöveget: először az 1975-ös turnéra, majd az Animalsre.
Úgy tervezték, hogy a "You Gotta Be Crazy" és a "Raving and Drooling" felkerül a következő albumra (a későbbi Wish You Were Here-re), de a dolgok megváltoztak, és mindkét dal – átdolgozott formában – az Animalsen jelent meg. A változtatás miatt Waters és Gilmour viszonya némileg megromlott.

## Közreműködők
- Roger Waters – basszusgitár, ének, beszédtorzító, szalagos effektek
- David Gilmour – ének, akusztikus- és elektromos gitár
- Richard Wright – Fender Rhodes elektromos zongora, Hammond orgona, ARP String szintetizátor, Minimoog szintetizátor, vokál
- Nick Mason – dob, ütőhangszerek

### Produkció
- Brian Humphries – hangmérnök